# Горячая линия женщин Кореи
Корейская женская горячая линия (кор. 한국여성의전화, англ. Korea Women's Hot Line, KWHL) — это неправительственная некоммерческая организация в Северо-восточной Азии.
Горячая линия основана в 1983 году в Республике Корея для защиты прав женщин. Занимается установлением гендерного равенства в сферах семьи, работы и общества. 

## История
Горячая линия женщин Кореи была основана в 1983 году группой активистов по правам женщин с целью защищать женщин от всех видов насилия и улучшать их социальное положение и имеет 26 местных отделений в Республике Корея. Цель горячей линии — привлечь женщин к активному участию в демократизации. В апреле 2016 года одна из руководителей горячей линии Чон Чун Сук (кор. 정춘숙) была избрана в Национальное собрание Республики Корея.

## Деятельность
Горячая линия курирует консультационные центры и приюты для жертв домашнего насилия, а также занимается производством фильмов, лоббированием и проведением правозащитных симпозиумов и демонстраций.

## Партнерства

### Программа солидарности
Одной из крупнейших программ горячей линии является Международная программа солидарности (англ. International Solidarity Program) по взаимодействию с другими правозащитными организациями в области прав женщин и борьбы с насилием в семье. Горячая линия является членом Объединения корейских женских ассоциаций (кор. 한국여성단체연합).

### Публикация
Горячая линия ежегодно издает информационный бюллетень на английском языке под названием «Through Women's Eyes».

### Кинофестиваль
Горячая линия также ежегодно проводит кинофестиваль «Korea Women's Film Festival» (FIWOM) в Сеуле с показом фильмов о правах женщин.